# Evgenij Pachomov
Evgenij Aleksandrovič Pachomov (in russo Евгений Александрович Пахомов?; Stavropol', 1880 – 1965) è stato un numismatico e archeologo sovietico, specializzatosi nella numismatica del Caucaso, in particolare quelle della Georgia e dell'Azerbaigian.

## Biografia
Pachomov completò un primo ciclo di studi nella  Realschule (Реальное училище) di Tbilisi nel 1896, poi all'Istituto archeologico di San Pietroburgo nel 1900, ed in quello tecnologico della stessa città nel 1902. Nel 1920 collaborò all'organizzazione del Museo della storia dell'Azerbaigian e fu eletto all'Associazione Accademica dell'Università statale di Baku dove fu a capo del Dipartimento di Archeologia e Numismatica dal 1922 al 1930. Ottenne il titolo di professore all'Università statale dell'Azerbaigian nel 1945, e diresse qui il Dipartimento di Archeologia dal 1947 al 1953. A Pachomov fu concesso il titolo di studioso emerito della Repubblica socialista sovietica azera nel 1955 ed eletto membro corrispondente dell'Accademia delle Scienze dell'Azerbaigian in 1962.
Pachomov è l'autore di alcuni dei più importanti lavori sulla numismatica della Georgia e dell'Azerbaigian. Le sue collezioni numismatiche furono lasciate in eredità ai musei di Tbilisi, Baku e Leningrado. Alcune monete furono ottenute dai musei dell'Armenia, mentre altre furono acquisite da collezionisti privati.
Pachomov è l'autore di Coins of Georgia, pubblicato nel 1970.
Gli articoli di Pakhomov sono in via di digitalizzazione e caricati nella pagina speciale su academia.edu.